# Spinorbitale
 (juin 2008).
Si vous disposez d'ouvrages ou d'articles de référence ou si vous connaissez des sites web de qualité traitant du thème abordé ici, merci de compléter l'article en donnant les références utiles à sa vérifiabilité et en les liant à la section « Notes et références ».
En mécanique quantique, une spinorbitale est une fonction d'onde caractérisant la position et la variable de spin d'une particule.
De manière très générale, pour un fermion, en notant r le vecteur position et σ la variable de spin, cette fonction a
pour expression :
{\displaystyle \phi (\xi )=\varphi ^{+}(\mathbf {r} )\alpha (\sigma )+\varphi ^{-}(\mathbf {r} )\beta (\sigma )}
Les fonctions d'espace {\displaystyle \varphi ^{+}(\mathbf {r} )} et {\displaystyle \varphi ^{-}(\mathbf {r} )} sont appelées « orbitales ». Dans la plupart des applications on utilise une version simplifiée de la formule précédente :
{\displaystyle \phi (\xi )=\varphi (\mathbf {r} )\alpha (\sigma )}
{\displaystyle {\bar {\phi }}(\xi )=\varphi (\mathbf {r} )\beta (\sigma )}
qui permet de distinguer les spinorbitales α et β ayant la même fonction d'espace.